# Semen Hlusman

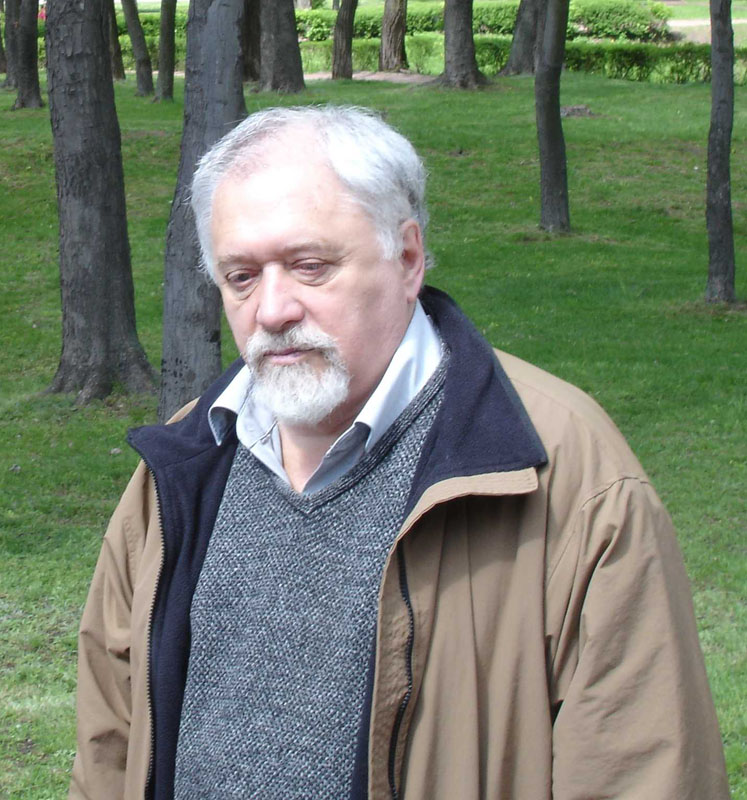
Semen Hlusman 2012

Semen Fischelowytsch Hlusman (* 10. September 1946 in Kiew, Ukrainische SSR) ist ein ukrainischer Psychiater und Menschenrechtler sowie sowjetischer Dissident. Er ist der Exekutivsekretär der Vereinigung der Psychiater der Ukraine, Direktor des Ukrainische-Amerikanischen Büros zum Schutz der Menschenrechte sowie Direktor des Internationalen Medizinischen Rehabilitationszentrums für Opfer von Kriegen und totalitären Regimen.

## Leben
Hlusman entstammte einer jüdischen Familie, fühlte sich jedoch nie als Zionist und lehnte später mehrfach die ihm von den sowjetischen Behörden angebotene Ausreise nach Israel ab. Zwischen 1968 und 1970 studierte er Psychiatrie am Kiewer Medizinischen Institut. 1971 erstellte Hlusman ein psychiatrisches Gutachten über den Generalmajor und Dissidenten Pjotr Grigorenko, in dem er zu dem Schluss kam, dass Grigorenko geistig gesund war und aus politischen Gründen in psychiatrischen Anstalten einsaß.
Im Mai 1972 verhaftete ihn der KGB wegen „antisowjetischer Agitation und Propaganda“. Ihm wurde vorgeworfen, durch die Verteilung von Samisdat und Tamisdat falsche Informationen über Menschenrechtsverletzungen in der UdSSR, einschließlich des Missbrauchs der Psychiatrie für politische Zwecke verbreitet zu haben, wobei der Hauptgrund in seiner Weigerung lag, bei Grigorenko eine psychische Erkrankung zu diagnostizieren. Er wurde zu sieben Jahren in einem Arbeitslager und drei Jahren sibirischer Verbannung verurteilt.
Während seines Aufenthalts im Lager setzte er seine wissenschaftliche und journalistische Tätigkeit fort. Insbesondere schrieb er zusammen mit seinem Mithäftling Wladimir Bukowski das Werk Psychiatrisches Handbuch für Dissidenten.
Des Weiteren ist er Autor zahlreicher wissenschaftlicher Publikationen über Menschenrechte, Ethik, Sozialpsychiatrie und Recht in der Psychiatrie.
In Abwesenheit wurde er zum  Mitglied des internationalen P.E.N.-Club gewählt. Gedichte und Prosa von ihm wurden auf Russisch, Ukrainisch, Englisch und Französisch veröffentlicht.
Hlusmans Korrespondenzen, Notizen aus der Haft und Lagerzeit, sowie von ihm nach dem Zusammenbruch der Sowjetunion verfasste Publikationen werden im Archiv der Forschungsstelle Osteuropa an der Universität Bremen aufbewahrt.

## Ehrungen
- 1977 Das psychiatrische Krankenhaus in Saint-Denis, Frankreich wurde offiziell nach Semen Hlusman benannt.[1]
- 1998 Preisträger der Europäischen Union - Vereinigte Staaten „für die Entwicklung der Demokratie und der Zivilgesellschaft“[1]
- 1999 Gewinner des nationalen Programms „Person des Jahres“ in der Kategorie „Der Menschenrechtsverteidiger des Jahres“[1]
- 2001 Gewinner des Preises „Schutz der Menschenrechte“ der American Psychiatric Association für herausragende Beiträge zur Organisation der Menschenrechte und geistige Gesundheit der Welt[1]